# Mercurol-Veaunes
Mercurol-Veaunes ist eine französische Gemeinde mit 2.828 Einwohnern (Stand: 1. Januar 2022) im Département Drôme in der Region Auvergne-Rhône-Alpes (vor 2016 Rhône-Alpes). Sie gehört zum Arrondissement Valence und zum Kanton Tain-l’Hermitage.
Sie entstand mit Wirkung vom 1. Januar 2023 als Commune nouvelle durch Zusammenlegung der bis dahin selbstständigen Gemeinden Mercurol und Veaunes, die fortan den Status von Communes déléguées besitzen. Der Verwaltungssitz befindet sich in Mercurol.

## Geographie
Mercurol-Veaunes liegt etwa 16 Kilometer nördlich von Valence am Fluss Rhône. Umgeben wird Mercurol-Veaunes von den Nachbargemeinden Chantemerle-les-Blés im Norden, Chavannes im Norden und Nordosten, Clérieux im Osten, Chanos-Curson im Osten und Südosten, La Roche-de-Glun im Süden und Südwesten, Tournon-sur-Rhône im Westen und Südwesten, Tain-l’Hermitage im Westen sowie Larnage im Westen und Nordwesten.
Durch die Gemeinde führen die Autoroute A7 und die Route nationale 7. 

## Geschichte
Durch die Gemeinde führt die alte Römerstraße, die Via Agrippa.

## Gliederung
| Ortsteil                     | ehemaliger INSEE-Code | Fläche (km²) | Höhenlage (m) |      | Dichte (Einw. je km²) |
| ---------------------------- | --------------------- | ------------ | ------------- | ---- | --------------------- |
| Mercurol (Verwaltungssitz)00 | 26179                 | 20,82        | 110–287       | 2284 | 109,7                 |
| Veaunes                      | 26366                 | 04,19        | 169–278       | 0339 | 080,9                 |

## Sehenswürdigkeiten

### Mercurol

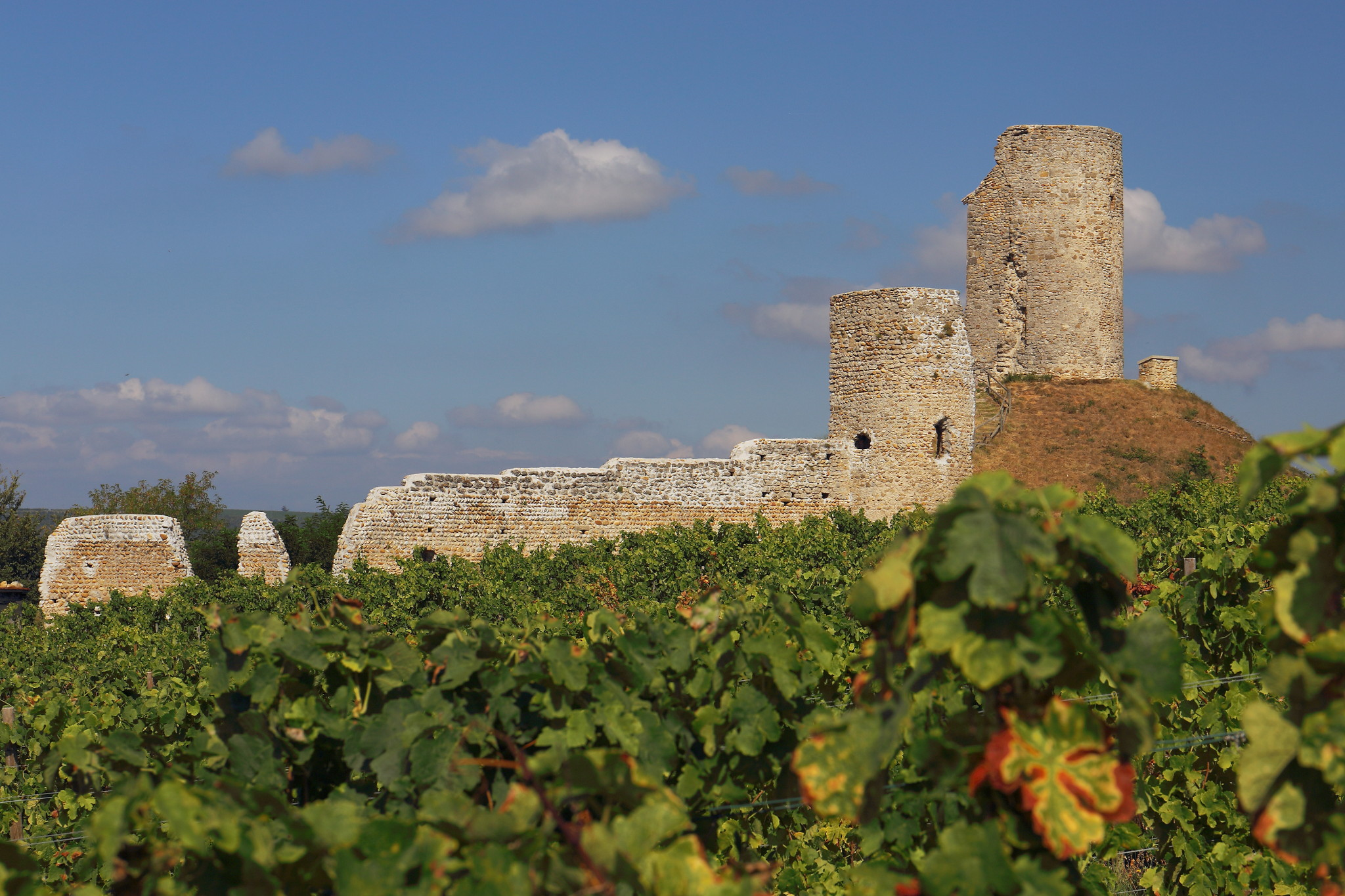
Burgruine von Mercurol

- Burgruine von Mercurol mit Donjon, vermutlich im 11. Jahrhundert errichtet
- Kirche Sainte-Anne aus dem 16. Jahrhundert
- Kapelle Saint-Pierre in der Ortschaft Marnas, bereits 1015 erwähnt

### Veaunes
- Schloss Veaunes aus dem 17./18. Jahrhundert